# トゲチャクワラ
トゲチャクワラ (Sauromalus hispidus)は、爬虫綱有鱗目イグアナ科に分類されるトカゲの一種。別名エンジェルアイランドチャクワラ。

## 分布
メキシコ（アンヘルデラグアルダ島などの、カリフォルニア湾北西部の島嶼）
模式標本の産地（基準産地・タイプ産地・模式産地）はアンヘルデラグアルダ島。

## 形態
全長60センチメートルと、属内でも大型。頚部には、棘状の鱗が並んでいる。種小名hispidusは、ラテン語で「とげのある・とげの多い」の意。

## 生態
砂漠や藪地に生息する。昼行性で、夜間は巣穴や岩の隙間などで休む。属内ではもっとも樹上棲傾向が強く、樹上に開花した花を食べることと関連があるとされる。
木本や低木の葉や果実、草本、サボテン類の花や果実などを食べる。

## 人間との関係
降雨量による生息数の変動があり、干ばつなどによる影響が懸念されている。ペットとして流通することもあり、その採集による影響も懸念されている。一方で主な生息地であるアンヘルデラグアルダ島は無人島で、保護区にも指定されている。
ペットとして飼育されることもあり、日本にも輸入されている。飼育下繁殖個体が流通する。同属で主に流通するキタチャクワラ Sauromalus aterよりも丈夫で、低温などの環境の変化にも強いとされる。